# Енріке Сесма
Енріке Сесма Понсе де Леон (ісп. Enrique Sesma Ponce de León, нар. 22 квітня 1927, Пуебла) — мексиканський футболіст, що грав на позиції нападника, зокрема, за клуби «Марте» та «Толука», а також національну збірну Мексики.
Чемпіон Мексики. Володар Кубка Мексики. Володар Суперкубка Мексики.

## Клубна кар'єра
У футболі дебютував 1948 року виступами за команду «Марте», в якій провів шість сезонів. 
Своєю грою за цю команду привернув увагу представників тренерського штабу клубу «Толука», до складу якого приєднався 1954 року. Відіграв за команду з Толука-де-Лердо наступні шість сезонів своєї ігрової кар'єри.
Завершив ігрову кар'єру у команді «Атланте», за яку виступав протягом 1960—1961 років.

## Виступи за збірну
7 квітня 1957 року дебютував в офіційних матчах у складі національної збірної Мексики. Протягом кар'єри у національній команді провів у її формі 9 матчів, забивши 2 голи.
У складі збірної був учасником чемпіонату світу 1958 року у Швеції, де зіграв з господарями (0-3), Уельсом (1-1) і Угорщиною (0-4);

## Титули і досягнення
- Переможець Чемпіонату НАФК: 1949
- Чемпіон Мексики (1):

«Марте»: 1954
- Володар кубка Мексики (1):

«Толука»: 1956
- Володар Суперкубка Мексики (1):

«Марте»: 1954